# Kościół Ewangelicko-Augsburski w Ozimku
Kościół Ewangelicko-Augsburski – chrześcijański z denominacją luterańską kościół filialny imienia św. Jana Chrzciciela w Ozimku.
Kościół należy do parafii ewangelicko-augsburskiej w Opolu w diecezji katowickiej. Dnia 1 marca 1960 roku pod numerem 1177/66, kościół został wpisany do rejestru zabytków województwa opolskiego.

## Historia kościoła
Kościół poświęcono 8 kwietnia 1821 roku. Budynek o prostym salowym wnętrzu, z prezbiterium zamkniętym apsydą i z kwadratową wieżą w fasadzie zaprojektował Karl Friedrich Schinkel. Zastosowanie dużych, okrągłołukowych okien wpisuje obiekt w nurt zwany okrągłołukowym (Rundbogenstil). 19 września 1859 roku położono kamień węgielny pod budowę wieży kościelnej, a w 1860 roku odbyło się jej uroczyste poświęcenie. W 1962 roku kościół włączono do parafii Ewangelicko-Augsburskiej w Opolu jako filiał. W 1988 roku w kościele wybuchł pożar. W jego wnętrzu znajdowało się niegdyś unikatowe neogotyckie wyposażenie (ołtarz, ambona, chór, ramy okienne, dzwony), odlane w miejscowej hucie. Do dzisiaj przetrwały jedynie balustrada chóru i obramienia okien.

## Zarządzający duchowni
- 1821 – 1858 : Georg Friedrich Wilhelm Quint
- 1858 – 1894 : Karl Friedrich Syring
- 1894 – 1904 : Rudolf Preiser
- 1904 – 1945 : Benno Braun (zamordowany przez wojska radzieckie)